# Szarki (województwo śląskie)
Szarki – wieś w Polsce położona w województwie śląskim, w powiecie kłobuckim, w gminie Krzepice.
Przez wieś przebiega ruchliwa droga krajowa nr 43 łącząca Częstochowę z Wieluniem.
W latach 1975–1998 miejscowość położona była w województwie częstochowskim.